# Second maître maistrancier
Jusqu'en 2020, le Quartier-Maître maistrancier (également appelé « second maître qualifiable ») était un grade de la Marine française, pour les jeunes gens issus de l'École de maistrance (école de formation initiale des officiers mariniers).
Ils portaient un système de sabords, comme pour les aspirants, sur des galons de second maître et leur appellation était « quartier-maître ». 
Les sabords bleus étaient retirés une fois l'inscription effective au tableau d'avancement pour le grade de second maître, et consommés lors d'un rite appelé « passage de la trappe », qui symbolisait leurs entrées dans le corps des officiers-mariniers. En effet, de l’incorporation à Maistrance jusqu'à l'accession à ce grade, ils étaient considérés et gérés comme équipages.
Depuis 2020, les candidats retenus pour intégrer l'école de maistrance signent un acte d'engagement avec un grade de second maitre. Durant leur présence à l'école de maistrance, ils reçoivent l'appellation "d'élève maistrancier" et portent des galons à double sabords, rouge et bleu. 
A l'obtention de leur brevet de maistrancier après 5 mois de formation, ils retirent les sabords rouges et reçoivent l'appellation de "second maitre maistrancier." À la fin de leur cursus technique dans les écoles de spécialités, le brevet d'aptitude technique obtenu, ils retirent les sabords bleus et deviennent pleinement second maitre.

Elève maistrancier durant sa présence à l'école de Maistrance.
Second maitre breveté "maistrancier".